# Puchar Niemiec w piłce nożnej (1975/1976)
Puchar Niemiec w piłce nożnej mężczyzn 1975/1976 – 33. edycja rozgrywek mających na celu wyłonienie zdobywcy Pucharu Niemiec, który uzyskał tym samym prawo gry w Pucharze Zdobywców Pucharów (1976/1977). Tym razem trofeum wywalczył FC Köln. Finał został rozegrany na Waldstadion we Frankfurcie.

## Plan rozgrywek
Rozgrywki szczebla centralnego składały się z 7 części:
- Runda 1: 1–13 sierpnia 1975
- Runda 2: 14–19 października 1975
- Runda 3: 12 grudnia 1975–10 stycznia 1976
- Runda 4: 31 stycznia–11 lutego 1976
- Ćwierćfinał: 3–27 kwietnia 1976
- Półfinał: 4 maja–1 czerwca 1976
- Finał: 26 czerwca 1976 na Waldstadion we Frankfurcie

## Pierwsza runda
Mecze rozgrywano 1 do 13 sierpnia 1975 roku.
| Drużyna 1                        | Wynik      | Drużyna 2                      |
| -------------------------------- | ---------- | ------------------------------ |
| Wuppertaler SV                   | 3:0        | Schwarz-Weiss Essen (amatorzy) |
| Hamburger SV                     | 4:0        | FC Köln (amatorzy)             |
| Eintracht Frankfurt              | 6:0        | Viktoria Köln                  |
| FC Köln                          | 2:0        | TSR Olympia Wilhelmshaven      |
| TSV 1860 Monachium               | 2:1        | SC Göttingen 05                |
| SC Rapide Wedding                | 2:9        | VfB Stuttgart                  |
| SGO Brema                        | 5:1        | FC Herzogenaurach              |
| Bayern Monachium                 | 3:1        | 1. FC Saarbrücken              |
| 1. FC Nürnberg                   | 2:1        | Rot:Weiss Essen                |
| VfB Oldenburg                    | 0:6        | Schalke Gelsenkirchen          |
| FC Kaiserslautern                | 2:0        | VfR Mannheim                   |
| FC St. Pauli                     | 1:1 (dog.) | FK Pirmasens                   |
| Tennis Borussia Berlin           | 2:0        | 1. FC Schweinfurt 05           |
| Stuttgarter Kickers              | 1:1 (dog.) | Holstein Kilonia               |
| SC Jülich                        | 3:0        | Wacker 04 Berlin               |
| SV Chio Waldhof                  | 2:1        | Cuxhavener SV                  |
| Fortuna Köln                     | 6:1        | ASV Bergedorf 85               |
| SV Darmstadt 98                  | 4:1        | VfB Eppingen                   |
| Sportfreunde Siegen              | 4:2        | ATS Kulmbach 1861              |
| VfR Heilbronn                    | 3:2 (dog.) | Rot-Weiß Lüdenscheid           |
| ASV Gummi:Mayer Landau           | 1:7        | Hannover 96                    |
| Karlsruher SC                    | 4:2        | SpVgg Bayreuth                 |
| Röchling Völklingen              | 5:1        | Wacker Monachium               |
| SG Wattenscheid 09               | 4:0        | SC Condor Hamburg              |
| VfL Trewir                       | 3:6 (dog.) | TSV Kücknitz                   |
| SpVgg Eintracht Höhr:Grenzhausen | 4:3        | SV Spielberg                   |
| SC Freiburg                      | 2:1        | Victoria Hamburg               |
| TuS Xanten                       | 0:2        | TS Woltmershausen              |
| TSG Thannhausen                  | 0:6        | Bayer 04 Leverkusen            |
| ASV Idar-Oberstein               | 3:2        | SG 01 Hoechst                  |
| Sportfreunde Schwäbisch Hall     | 5:1        | TuS Mayen                      |
| SpVgg 07 Ludwigsburg             | 0:6        | Borussia Dortmund              |
| SpVgg Andernach                  | 0:2        | DJK Gütersloh                  |
| VfR OLI Bürstadt                 | 1:2        | Bayern Hof                     |
| FK Clausen                       | 0:2        | Wormatia Worms                 |
| Rot-Weiß Hasborn-Dautweiler      | 3:1        | VfL Neuwied                    |
| SV Auersmacher                   | 6:0        | VfB Gaggenau                   |
| SpVgg Lindau                     | 3:0        | Itzehoer SV                    |
| Westfalia Herne                  | 3:1        | Freiburger FC                  |
| Hassia Bingen                    | 7:0        | ESV Frisia Husum               |
| Sportfreunde Salzgitter          | 0:1        | SV Weiskirchen                 |
| Offenburger FV                   | 2:0        | FSV Cappel                     |
| FV 09 Weinheim                   | 1:7        | Hertha BSC                     |
| Borussia Neunkirchen             | 2:0        | Kickers Offenbach              |
| Werder Brema                     | 0:3        | Borussia Mönchengladbach       |
| Arminia Bielefeld                | 4:0        | SV St. Georg von 1895          |
| FC Augsburg                      | 0:1        | Fortuna Düsseldorf             |
| Hertha Zehlendorf                | 0:1 (dog.) | Blumenthaler SV                |
| VfB Stuttgart (amatorzy)         | 1:3        | HSV Barmbek-Uhlenhorst         |
| SpVgg Erkenschwick               | 2:3        | VfL Bochum                     |
| Schwarz-Weiss Essen              | 2:1 (dog.) | Bayer Uerdingen                |
| MTV Fürth                        | 2:10       | MSV Duisburg                   |
| FC Homburg                       | 4:0        | Union Solingen                 |
| VfL Osnabrück                    | 3:2        | VfL Wolfsburg                  |
| FSV Frankfurt                    | 1:1 (dog.) | SpVgg Fürth                    |
| Spandauer SV                     | 2:1        | Rot-Weiss Oberhausen           |
| 1. FSV Mainz 05                  | 7:2        | OT Brema                       |
| FC Mülheim:Styrum                | 4:2        | Sterkrade 06/07                |
| Preußen Münster                  | 7:1        | SC Siemensstadt                |
| SC Herford                       | 3:1        | SC Friedrichsthal              |
| Bünder SV                        | 2:2 (dog.) | VfR Pforzheim                  |
| SV Union Salzgitter              | 5:0        | TSV Abbehausen                 |
| Spvgg Freudenstadt               | 0:7        | Eintracht Brunszwik            |
| Hessen Kassel                    | 1:0        | Alemannia Aachen               |

### Mecze powtórzone
| Drużyna 1        | Wynik | Drużyna 2           |
| ---------------- | ----- | ------------------- |
| FK Pirmasens     | 5:2   | FC St. Pauli        |
| SpVgg Fürth      | 1:0   | FSV Frankfurt       |
| Holstein Kilonia | 1:2   | Stuttgarter Kickers |
| VfR Pforzheim    | 1:2   | Bünder SV           |

## Druga runda
Mecze rozgrywano od 14 do 19 października 1975 roku.
| Drużyna 1                    | Wynik      | Drużyna 2                        |
| ---------------------------- | ---------- | -------------------------------- |
| Preußen Münster              | 1:0        | Wuppertaler SV                   |
| Bayer 04 Leverkusen          | 0:2        | VfL Bochum                       |
| FC Köln                      | 8:2        | SC Freiburg                      |
| MSV Duisburg                 | 4:0        | Karlsruher SC                    |
| Schalke Gelsenkirchen        | 2:1        | Borussia Dortmund                |
| Hannover 96                  | 1:2        | FC Homburg                       |
| Hertha BSC                   | 4:2        | VfB Stuttgart                    |
| Borussia Mönchengladbach     | 3:0        | Rot-Weiss Hasborn-Dautweiler     |
| Hamburger SV                 | 4:0        | SV Union Salzgitter              |
| Bünder SV                    | 0:3        | Bayern Monachium                 |
| Wormatia Worms               | 0:3        | Eintracht Brunszwik              |
| Offenburger FV               | 1:5        | Eintracht Frankfurt              |
| Hessen Kassel                | 2:3        | Fortuna Düsseldorf               |
| 1. FC Nürnberg               | 1:0 (dog.) | Fortuna Köln                     |
| SV Chio Waldhof              | 4:1        | TSV 1860 Monachium               |
| 1. FSV Mainz 05              | 1:2        | Röchling Völklingen              |
| FK Pirmasens                 | 7:1        | Spandauer SV                     |
| FC Mülheim:Styru             | 1:3 (dog.) | Bayern Hof                       |
| Arminia Bielefeld            | 5:1        | SpVgg Eintracht Höhr-Grenzhausen |
| Schwarz:Weiss Essen          | 3:0        | SGO Brema                        |
| SV Darmstadt 98              | 4:0        | VfR Heilbronn                    |
| Sportfreunde Schwäbisch Hall | 0:5        | Stuttgarter Kickers              |
| TSV Kücknitz                 | 0:1        | DJK Gütersloh                    |
| Sportfreunde Siegen          | 1:2        | Tennis Borussia Berlin           |
| SV Weiskirchen               | 3:1        | SV Auersmacher                   |
| SC Jülich                    | 5:1        | SpVgg Lindau                     |
| HSV Barmbek:Uhlenhorst       | 2:3 (dog.) | Hassia Bingen                    |
| Blumenthaler SV              | 1:5        | FC Kaiserslautern                |
| VfL Osnabrück                | 3:2        | Borussia Neunkirchen             |
| SpVgg Fürth                  | 7:1        | TS Woltmershausen                |
| SG Wattenscheid 09           | 4:0        | SC Herford                       |
| Westfalia Herne              | 4:0        | ASV Idar-Oberstein               |

## Trzecia runda
Mecze rozgrywano od 12 grudnia 1975 roku do 10 stycznia 1976 roku.
| Drużyna 1             | Wynik      | Drużyna 2                |
| --------------------- | ---------- | ------------------------ |
| MSV Duisburg          | 0:1        | Borussia Mönchengladbach |
| Arminia Bielefeld     | 3:2        | DJK Gütersloh            |
| Preußen Münster       | 2:2 (dog.) | Schwarz-Weiss Essen      |
| Schalke Gelsenkirchen | 1:2        | Eintracht Brunszwik      |
| Fortuna Düsseldorf    | 4:4 (dog.) | VfL Bochum               |
| FC Köln               | 3:1        | SpVgg Fürth              |
| Bayern Monachium      | 3:0        | Tennis Borussia Berlin   |
| Stuttgarter Kickers   | 1:3        | Hertha BSC               |
| Eintracht Frankfurt   | 3:0        | VfL Osnabrück            |
| Hamburger SV          | 4:0        | SC Jülich                |
| SV Darmstadt 98       | 3:1 (dog.) | 1. FC Nürnberg           |
| FC Homburg            | 1:0        | SV Chio Waldhof          |
| SV Weiskirchen        | 0:1        | FK Pirmasens             |
| Röchling Völklingen   | 4:1        | Hassia Bingen            |
| Westfalia Herne       | 1:3        | FC Kaiserslautern        |
| SG Wattenscheid 09    | 2:3        | Bayern Hof               |

### Mecze powtórzone
| Drużyna 1           | Wynik      | Drużyna 2          |
| ------------------- | ---------- | ------------------ |
| VfL Bochum          | 1:3 (dog.) | Fortuna Düsseldorf |
| Schwarz-Weiss Essen | 3:2        | Preußen Münster    |

## Czwarta runda
Mecze rozgrywano 31 stycznia i 11 lutego 1976 roku.
| Drużyna 1           | Wynik      | Drużyna 2                |
| ------------------- | ---------- | ------------------------ |
| Bayern Hof          | 0:2        | Hamburger SV             |
| Schwarz-Weiss Essen | 1:1 (dog.) | FC Köln                  |
| FC Homburg          | 3:0        | SV Darmstadt 98          |
| FC Kaiserslautern   | 2:0        | Eintracht Brunszwik      |
| Fortuna Düsseldorf  | 3:2        | Borussia Mönchengladbach |
| Hertha BSC          | 1:0 (dog.) | Eintracht Frankfurt      |
| FK Pirmasens        | 0:2        | Bayern Monachium         |
| Röchling Völklingen | 1:0        | Arminia Bielefeld        |

### Mecze powtórzone
| Drużyna 1 | Wynik      | Drużyna 2           |
| --------- | ---------- | ------------------- |
| FC Köln   | 1:0 (dog.) | Schwarz-Weiss Essen |

## Ćwierćfinały
Mecze rozgrywano 3 i 27 kwietnia 1976 roku.
| Drużyna 1         | Wynik      | Drużyna 2           |
| ----------------- | ---------- | ------------------- |
| FC Köln           | 2:5        | Bayern Monachium    |
| FC Kaiserslautern | 3:0        | Fortuna Düsseldorf  |
| FC Homburg/Saar   | 1:2        | Hamburger SV        |
| Hertha BSC        | 1:1 (dog.) | Röchling Völklingen |

### Mecze powtórzone
| Drużyna 1           | Wynik | Drużyna 2  |
| ------------------- | ----- | ---------- |
| Röchling Völklingen | 1:2   | Hertha BSC |

## Półfinały
Mecze rozgrywano 4 maja i 1 czerwca 1976 roku.
| Drużyna 1         | Wynik      | Drużyna 2        |
| ----------------- | ---------- | ---------------- |
| Hamburger SV      | 2:2 (dog.) | Bayern Monachium |
| FC Kaiserslautern | 4:2        | Hertha BSC       |

### Mecze powtórzone
| Drużyna 1        | Wynik | Drużyna 2    |
| ---------------- | ----- | ------------ |
| Bayern Monachium | 1:2   | Hamburger SV |

## Finał
| 26 maja 1976 16:00 CEST | Hamburger SV · Nogly 22' · Bjørnmose 37' | 2:0Raport | FC Kaiserslautern | Waldstadion, Frankfurt nad Menem Widzów: 61 000 Sędzia: Walter Eschweiler (Euskirchen) |
|                         |                                          |           |                   |                                                                                        |

| HAMBURGER SV: |   |                      |  |     |
|               |   |                      |  |     |
| BR            | 1 | Rudolf Kargus        |  |     |
| OB            |   | Manfred Kaltz        |  |     |
| OB            |   | Peter Nogly          |  |     |
| OB            |   | Horst Blankenburg    |  |     |
| OB            |   | Peter Hidien         |  |     |
| PO            |   | Caspar Memering      |  |     |
| PO            |   | Klaus Zaczyk         |  | 62' |
| PO            |   | Kurt Eigl            |  |     |
| PO            |   | Ole Bjørnmose        |  |     |
| NA            |   | Willi Reimann        |  |     |
| NA            |   | Georg Volkert        |  |     |
| Zmiany:       |   |                      |  |     |
| NA            |   | Hans-Jürgen Sperlich |  | 62' |
| Trener:       |   |                      |  |     |
| Kuno Klötzer  |   |                      |  |     |

| FC KAISERSLAUTERN: |   |                    |  |     |
|                    |   |                    |  |     |
| BR                 | 1 | Ronnie Hellström   |  |     |
| OB                 |   | Hans-Günther Kroth |  |     |
| OB                 |   | Ernst Diehl        |  |     |
| OB                 |   | Walter Frosch      |  |     |
| OB                 |   | Reinhard Meier     |  |     |
| PO                 |   | Werner Melzer      |  |     |
| PO                 |   | Klaus Scheer       |  |     |
| PO                 |   | Johannes Riedl     |  |     |
| NA                 |   | Josef Pirrung      |  | 62' |
| NA                 |   | Heinz Stickel      |  | 66' |
| NA                 |   | Roland Sandberg    |  |     |
| Zmiany:            |   |                    |  |     |
| OB                 |   | Peter Schwarz      |  | 66' |
| PO                 |   | Heinz Wilhelmi     |  | 62' |
| Trener:            |   |                    |  |     |
| Erich Ribbeck      |   |                    |  |     |

| Puchar Niemiec w piłce nożnej 1975–1976 Zwycięzcy |
| ------------------------------------------------- |
| Hamburger SV 2. Tytuł                             |